# Élections législatives de 1889 dans la Mayenne
Les élections législatives françaises de 1889 se déroulent les 22 septembre et 6 octobre 1889. Dans le département de la Mayenne, cinq députés sont à élire dans le cadre de cinq circonscriptions.

## Élus
| Identité                       | Parti | Parti                      |
| ------------------------------ | ----- | -------------------------- |
| Charles Théophile de Plazanet  |       | Conservateur               |
| Christian de Villebois-Mareuil |       | Conservateur               |
| Lucien Chaulin-Servinière      |       | Républicains progressistes |
| Julien Bigot                   |       | Conservateur               |
| Christian d'Elva               |       | Conservateur               |

## Résultats par arrondissement

### Arrondissement de Château-Gontier
| Candidats      | Candidats                        | Étiquette                  | Premier tour | Premier tour | Deuxième tour | Deuxième tour |
| Candidats      | Candidats                        | Étiquette                  | Voix         | %            | Voix          | %             |
| -------------- | -------------------------------- | -------------------------- | ------------ | ------------ | ------------- | ------------- |
|                | Christian de Villebois-Mareuil * | Conservateur               | 9 915        |              |               |               |
|                | Joseph Godivier                  | Républicains progressistes | 6 067        |              |               |               |
|                |                                  |                            |              |              |               |               |
| Inscrits       |                                  |                            |              |              |               |               |
| Votants        |                                  |                            |              |              |               |               |
| Abstention     |                                  |                            |              |              |               |               |
| Blancs et nuls |                                  |                            |              |              |               |               |
| Exprimés       |                                  |                            |              |              |               |               |

*sortant

### Arrondissement de Laval

#### 1recirconscription
| Candidats      | Candidats                | Étiquette    | Premier tour | Premier tour | Deuxième tour | Deuxième tour |
| Candidats      | Candidats                | Étiquette    | Voix         | %            | Voix          | %             |
| -------------- | ------------------------ | ------------ | ------------ | ------------ | ------------- | ------------- |
|                | Christian d'Elva         | Conservateur | 9 292        |              |               |               |
|                | Jules-Eugène Fay-Lacroix | Républicain  | 5 382        |              |               |               |
|                |                          |              |              |              |               |               |
| Inscrits       |                          |              |              |              |               |               |
| Votants        |                          |              |              |              |               |               |
| Abstention     |                          |              |              |              |               |               |
| Blancs et nuls |                          |              |              |              |               |               |
| Exprimés       |                          |              |              |              |               |               |

*sortant

#### 2ecirconscription
| Candidats      | Candidats                       | Étiquette                  | Premier tour | Premier tour | Deuxième tour | Deuxième tour |
| Candidats      | Candidats                       | Étiquette                  | Voix         | %            | Voix          | %             |
| -------------- | ------------------------------- | -------------------------- | ------------ | ------------ | ------------- | ------------- |
|                | Charles Théophile de Plazanet * | Conservateur               | 5 937        |              |               |               |
|                | Anatole Édouard Robert          | Républicains progressistes | 4 944        |              |               |               |
|                |                                 |                            |              |              |               |               |
| Inscrits       |                                 |                            |              |              |               |               |
| Votants        |                                 |                            |              |              |               |               |
| Abstention     |                                 |                            |              |              |               |               |
| Blancs et nuls |                                 |                            |              |              |               |               |
| Exprimés       |                                 |                            |              |              |               |               |

*sortant

### Arrondissement de Mayenne

#### 1recirconscription
| Candidats      | Candidats                 | Étiquette                  | Premier tour | Premier tour | Deuxième tour | Deuxième tour |
| Candidats      | Candidats                 | Étiquette                  | Voix         | %            | Voix          | %             |
| -------------- | ------------------------- | -------------------------- | ------------ | ------------ | ------------- | ------------- |
|                | Julien Bigot *            | Conservateur               | 7 348        |              |               |               |
|                | Amédée Renault-Morlière * | Républicains progressistes | 6 744        |              |               |               |
|                |                           |                            |              |              |               |               |
| Inscrits       |                           |                            |              |              |               |               |
| Votants        |                           |                            |              |              |               |               |
| Abstention     |                           |                            |              |              |               |               |
| Blancs et nuls |                           |                            |              |              |               |               |
| Exprimés       |                           |                            |              |              |               |               |

*sortant

#### 2ecirconscription
| Candidats      | Candidats                 | Étiquette                  | Premier tour | Premier tour | Deuxième tour | Deuxième tour |
| Candidats      | Candidats                 | Étiquette                  | Voix         | %            | Voix          | %             |
| -------------- | ------------------------- | -------------------------- | ------------ | ------------ | ------------- | ------------- |
|                | Lucien Chaulin-Servinière | Républicains progressistes | 8 795        |              |               |               |
|                | Edmond Lucien Leblanc *   | Conservateur               | 8 223        |              |               |               |
|                |                           |                            |              |              |               |               |
| Inscrits       |                           |                            |              |              |               |               |
| Votants        |                           |                            |              |              |               |               |
| Abstention     |                           |                            |              |              |               |               |
| Blancs et nuls |                           |                            |              |              |               |               |
| Exprimés       |                           |                            |              |              |               |               |

*sortant